# Juarez Tapety
Juarez Piauiense de Freitas Tapety (Oeiras, 31 de janeiro de 1931 – Teresina, 26 de janeiro de 2019) foi um advogado e político brasileiro. Deputado estadual por seis mandatos, projetou-se na política a partir de sua atividade política na primeira capital do estado, cidade da qual foi prefeito duas vezes.

## Dados biográficos

### Carreira política
Filho de José Nogueira Tapety e Maria Salomé de Freitas Tapety. Advogado com graduação iniciada na Faculdade de Direito do Recife e concluída na Faculdade Federal de Direito do Piauí (hoje Universidade Federal do Piauí) e logo sua condição de advogado foi reunida à de político.
Membro do PSD, foi eleito vereador de Oeiras em 1958 e depois prefeito do município em 1962. Com a ascensão dos militares ao poder e extintos os partidos políticos via Ato Institucional Número Dois em 27 de outubro de 1965 e a subsequente instituição do bipartidarismo, fez opção pela ARENA, o novo partido situacionista cuja maior liderança no Piauí era o então governador Petrônio Portela.
Eleito para o seu primeiro mandato de deputado estadual em 1966, retornou à prefeitura de Oeiras em 1970 para cumprir um mandato de dois anos. Findo o seu novo interregno no Executivo, conquistou novos mandatos de deputado estadual em 1974 e 1978, ingressando no PDS após a reforma partidária decretada pelo presidente João Figueiredo, renovando o mandato em 1982. Secretário de Segurança Pública no primeiro governo Hugo Napoleão, seguiu a este quando da criação do PFL e nesta legenda foi reeleito em 1986. Vencido por Kléber Eulálio na disputa pela presidência da Assembléia Legislativa em 1989, cerrou fileiras a seguir no apoio ao governador Alberto Silva, a quem inicialmente fazia oposição, e em razão disso ingressou no PL sendo eleito primeiro suplente da coligação “Movimento de Integração do Piauí” em 1990.
Reconciliado com o PFL, passou a apoiar o governo Freitas Neto e em virtude da morte de Francílio Almeida foi efetivado deputado estadual. Ciente de que precisava recompor seu capital político, foi candidato a prefeito de Oeiras em 1992 sem que tenha sido vitorioso e colheu nova derrota quando concorreu a deputado estadual em 1994, porém no segundo turno das eleições para governador àquele ano ignorou o apoio de seu partido a Átila Lira e aderiu à campanha vitoriosa de Mão Santa, a quem serviu como Secretário de Segurança Pública no primeiro governo e Secretário de Governo na segunda gestão. O ingresso de seu grupo político no PMDB o devolveu ao centro das discussões políticas no estado do Piauí e reafirmou sua condição de influente líder político.

### Rivalidade
Ao longo da década de 1980 a liderança da família Tapety em Oeiras foi contrabalançada pela união de dois grupos políticos sob a égide do PMDB: um liderado pelo médico Benedito Sá e outro pelo advogado Luciano Nunes os quais atravessaram a década como vitoriosos nas disputas eleitorais travadas contra os seus adversários, fato que se repetiu em 1990 quando, em face do apoio dado pelo clã Tapety a Wall Ferraz candidato do governador Alberto Silva à sua sucessão, seus rivais integraram uma dissidência partidária que ingressou no PDS e apoiou o nome de Freitas Neto, que quatro anos antes era apoiado justamente pelo clã Tapety, ao passo que Benedito Sá (B. Sá) e Luciano Nunes apoiaram Alberto Silva para governador em 1982 e 1986.

### Herdeiros políticos
Em 1982 Juarez Tapety viu seu irmão, Tapety Júnior, ser eleito deputado federal pelo PDS, entretanto foi só a partir da década de 1990 que seus filhos surgiram na cena política piauiense e todos com raízes fincadas em Oeiras: Tapety Neto chegou à prefeitura em 1996 sendo reeleito no ano 2000 e Mauro Tapety foi eleito deputado estadual e 1998, 2002 e 2006. Foi a partir da ação conjunta deste dueto que o referido clã retomou o comando político da cidade.
Faleceu em Teresina, dia 26 de Janeiro de 2019, às 13h, após mais de 50 dias hospitalizado em um hospital particular da capital, vítima de problemas renais. Teve seu corpo velado na Assembleia Legislativa do Estado do Piauí e em seguida teve seu corpo levado para sua cidade natal Oeiras, onde foi velado e sepultado após diversas homenagens, na qual foi marcada por uma missa de corpo presente na Catedral de Nossa Senhora da Vitória, celebrada por Dom Edilson Nobre, Bispo de Oeiras.